# Снајдер против Фелпса
Снајдер против Фелпса (енгл. Snyder v. Phelps, 562 U.S. ___ (2011)) је назив процеса пред Врховним судом Сједињених Америчких Држава из 2011. Питање које је постављено Суду је да ли први амандман на Устав САД штити демонстранте на сахранама од утуживања за намјерно изазивање душевног бола.
Алберт Снајдер, отац погинулог маринца Метјуа Снајдера, поднео је тужбу против Фреда Фелпса, његове две кћерке и Баптистичке цркве Вестборо, који су протестовали на сахрани његовог сина.
Суд је донео пресуду у корист Фреда Фелпса, закључивши да они који говоре на јавном месту о јавном питању не могу бити тужени због намерног наношења душевног бола, чак и ако је говор у питању толико нечувен односно увредљив. Пресуду је подржало осам судија, док је Самјуел Алито био против.

## Позадина
Дана 10. марта 2006. чланови Баптистичке цркве Вестборо протестовали су на сахрани америчког маринца Метјуа Снајдера који је погинуо у несрећи у Ираку 3. марта 2006. Црква је најавила протест 8. марта, као што је то радила и раније током хиљада протеста које су одржали, протестујући због, како сматрају, растуће толеранције према хомосексуалцима. Чланови цркве су држали плакате на којима је писало: „Америка је проклета“, „Бог вас мрзи“, „Идете у пакао“, „Педерска војска“, „Хвала Богу на мртвим војницима“. Чланови Патриотске гарде су били присутни како би пружили заштиту породици Снајдер. Црква је на својој интернет страници објавила текст у којем осуђује Албера Снајдера и његову бившу жену зато што су подигли сина као католика, наводећи да су га „научили да пркоси своме творцу“, „одгојили га за ђавола“ и „научили га да је Бог лажов“.
Алберт Снајдер је тужио Фреда Фелпса, његове две кћерке и Баптистичку цркву Вестборо, и то за клевету, нарушавање приватности, одавање личних података, намјерно изазивање душевног бола и грађанску завјеру. Део тужбе који се односи на клевету је одбачен пре почетка суђења, јер је садржај који је објављен на интернет страници цркве у суштини представљао религијско мишљење Ширли Фелпс-Рупер и није реално могао да изложи тужиоца јавној мржњи или подсмеху. Тужба за одавање личних података је такође одбачена јер чланови цркве нису објавили ниједан приватни податак тужиоца, док су податке да је разведен и да је католик прочитали у смртовницама које су објављене у новинама. О преосталим тачкама оптужнице се одлучивало на суђењу.
Основне чињенице релевантне за случај нису оспоравали ни тужилац ни чланови цркве. Снајдер је сведочио да су чланови цркве „претворили сахрану у медијски циркус с намером да повреде моју породицу. Хтели су да се њихова порука чује без обзира на то кога ће то повредити. Мој син је требало да буде достојанствено сахрањен, а не са гомилом кловнова који су били испред.“
У описивању душевне патње коју су му нанели чланови цркве, Снајдер је рекао да је после сахране постао љут, да је често плакао и да му је физички било толико лоше да је често повраћао. Рекао је да су му чланови цркве „ставили црва у главу“ и да није могао да мисли о свом сину без размишљања о њиховом протесту. Неколико експерата које је позвао Снајдер је потврдило да су погоршање његовог дијабетеса и тешка депресија повезани са акцијама тужених.
Чланови цркве су у својој одбрани навели да су поштовали све локалне прописе и да су слушали полицијске инструкције. Навели су да је протест одржан на месту које је оградила полиција на око 300 метара од сахране, и да се са сахране није могао видети ни чути. Сам Снајдер је изјавио да је током сахране видео само врхове плаката које су држали демонстранти а да је њихов садржај видео тек касније тог дана гледајући вести на телевизији. Такође је рекао да је изјаве на интернет страници цркве о његовом сину нашао преко гугл претраге.
У својим инструкцијама пороти, судија Ричард Бенет из окружног суда у Мериленду рекао је да „заштита коју први амандман пружа слободи говора има своје границе“ и да то укључује „вулгарне, увредљиве и шокантне изјаве“ те да порота мора одлучити да ли су акције тужених „биле веома увредљиве за разумну особу, да ли су биле екстремне и нечувене и да ли су биле толико увредљиве и шокантне да не заслужују заштиту првог амандмана“. Чланови цркве су безуспешно тражили поништавање суђења због, како су сматрали, пристрасних изјава судије као и због тога што је адвокат тужиоца говорио у јавности о детаљима суђења, а након одбацивања ових захтева упутили су жалбу.
Дана 31. октобра 2007. порота је одлучила у корист тужиоца и наредила цркви да исплати Снајдеровом оцу 2,9 милиона долара на име надокнаде штете, чему су касније додали још 6 милиона долара на име одштете због повреде права на приватни живот и додатних 2 милиона долара због изазивања душевног бола (укупно 10,9 милиона долара). Фелпс је изјавио да црква неће променити своју поруку због пресуде. Дана 4. фебруара 2008, судија Бенет је потврдио пресуду, али је смањио износ одштете због повреде права на приватност и због наношења душевног бола са 8 на 2,1 милион долара, узевши у обзир ресурсе којима црква располаже. Укупан износ који је црква требало да плати је тада износио 5 милиона долара. Суд је наредио да црквени објекти и Фелпсова адвокатска канцеларија буду заложени како би се осигурало да износ буде исплаћен.
Рочиште о жалби цркве одржано је 24. септембра 2009. Апелациони суд је преиначио пресуду пороте и укинуо одштету од 5 милиона долара која је додељена Снајдеровом оцу. Апелациони суд је закључио да је нижи суд погрешио када је дао инструкцију пороти да одлучи о правном питању (да ли је конкретан говор заштићен првим амандманом или не) а не о чињеницама случаја. Према мишљењу апелационог суда, протестни плакати и језик којим се служила црква на својој интернет страници су били реторичка хипербола и фигуративно изражавање, те су као такви заштићени првим амандманом на Устав САД. Дана 30. марта 2010. суд је наредио Алберту Снајдеру да члановима цркве плати 16.510 долара на име судских трошкова. Трошкове је уместо њега платио политички коментатор Бил О‘Рајли.
Захтев за ревизију је поднет Врховном суду 8. марта 2010. Расправа је одржана 13. октобра исте године, цркву су заступале три Фелпсове кћерке.

### Питања
Питања која су постављена Суду су:
1. Да ли се забрана додељивања одштета јавним личностима као компензацију за намерно наношење душевног бола, у складу са ранијим прецедентима Суда, примјењује и на приватна лица и приватне ствари.
2. Да ли слобода говора коју гарантије први амандман има предност над слободом религије и слободом мирног окупљања.
3. Да ли држава треба да заштити појединце који присуствују сахрани чланова породице од нежељене комуникације.

### Поднесци
Неколико медијских организација и организација за грађанска права су доставиле Amicus curiae писма у којима су пружиле подршку Фелпсу. Неке од њих су Америчко друштво за грађанске слободе, Комитет репортера за слободу штампе и још 21 медијска организација укључујући Асошијејтед прес и Новинарско удружење Америке.
Amicus curiae писма подршке Снајдеру доставили су лидери већине и мањине у Сенату САД, као и 40 других сенатора, неколико ветеранских организација, као што су Америчка легија и Ветерани иностраних ратова, затим савезна држава Канзас и 47 других савезних држава и Дистрикт Колумбија.

## Пресуда
Суд је донео пресуду у корист Фелпса и Баптистичке цркве Вестборо, потврдивши пресуду апелационог суда. Већинско мишљење је написао председник суда Џон Робертс, а њему се придружило још 7 судија. У пресуди стоји:
Оно што су чланови цркве рекли, као и контекст где и како су то рекли подлеже „посебној заштити“ првог амандмана на Устав САД, и та заштита не може бити укинута само зато што је порота утврдила да је протест био „сраман“.
У већинском мишљењу такође стоји да сахрана није ометана: „Чланови цркве су се држали подаље од сахране, Снајдер је могао видети само врхове њихових плаката и нема доказа да је протест ометао саму сахрану.“ Судије су такође одбиле да прошире „captive audience“ доктрину, наводећи да Снајдер није био присиљен да чује негативан говор.
Судија Стивен Брајер је написао издвојено сагласно мишљење у којем је образложио да се пресуда односи само на протест, те да нису узете у обзир интернет публикације цркве у којима се напада Снајдер и његова породица.

### Алитово несагласно мишљење
Судија Самјуел Алито је био једини који се није слагао са пресудом. Он је своје издвојено мишљење почео речима: „Наша дубока национална посвећеност слободној и отвореној дебати није лиценца за злобне вербалне нападе који су се десили у овом случају“, закључивши да „како би имали друштво у коме се о јавним питањима може отворено и енергично расправљати, није потребно да дозволимо бруталне нападе на невине жртве, као што је тужилац“.
У говору из јула 2011, судија Рут Бејдер Гинсберг је назвала Алитово мишљење „срчаним“ наводећи да је оно истакло неупоредиву бол коју је претрпела породица Снајдер, напоменувши да „иако му се ниједан други судија није придружио, његово мишљење деле многи посматрачи прилика у Суду, укључујући и недавно пензионисаног придруженог судију Џона Пола Стивенса, који је изјавио да би се придружио моћном Алитовом мишљењу“.